# Morphopsis aigion
Morphopsis aigion är en fjärilsart som beskrevs av Hans Fruhstorfer 1911. Morphopsis aigion ingår i släktet Morphopsis och familjen praktfjärilar. Inga underarter finns listade i Catalogue of Life.